# Selliguea veitchii
Selliguea veitchii là một loài thực vật có mạch trong họ Polypodiaceae. Loài này được (Baker) H. Ohashi & K. Ohashi mô tả khoa học đầu tiên năm 2009.